# كو جاي-سونغ
كو جاي-سونغ (هانغل: 고재성) هو لاعب كرة قدم كوري جنوبي في مركز نصف الجناح، ولد في 28 يناير 1985 في كوريا الجنوبية. لعب مع نادي بوسان أي بارك ونادي سونغنام.

## وصلات خارجية
- كو جاي-سونغ على موقع الاتحاد الدولي (مؤرشف)  (الإنجليزية)
- كو جاي-سونغ على موقع دوري كوريا الجنوبية (الإنجليزية)
- كو جاي-سونغ على موقع قاعدة بيانات كرة القدم.إي يو (الإنجليزية)
- كو جاي-سونغ على موقع Soccerway.com (الإنجليزية)